# الأختان أدمونسون
ماري أدمونسون (1832 - 1853) وإميلي أدمونسون (1835 - 1895)، «شابتان محترمتان ذواتا بشرة فاتحة»، كانتا من الأمريكان الأفارقة العبيد في الولايات المتحدة الأمريكية، بعد حصولهما على الحرية السياسية شاركتا في حملات جماهيرية كثيرة لأجل إلغاء العبودية واشتهرتا في أوساط حركات مناهضة الاستعباد.

## حياتهم المبكرة
الأختان ادمونسون هما بنات بول وأميليا ادمونسون، رجل حر أسود وامرأة مستعبدة. وقد ولدتا في مقاطعة مونتجمرى, مارىلاند، مارى واميلى اثنتان من أربعة عشرة طفلا ولدوا جميعا في ظل العبودية. نص القانون المتداول في ولايات العبيد على أن أطفال العبيد ترث الحالة القانونية لأمهاتهم.
والدهم بول ادمونسون كان عتيقا بعد وفاة مالكه وشرائه أرض في نوربك في مقاطعة مونتجمرى. كان مسموحا لاميليا أن تعيش مع زوجها، على أن تكمل عملها لدى مالكها الشرعى. بدات الطفلتان (مارى واميلى) العمل ك عبيد. وعندما أصبحتا في سن مناسبة، ارسلتا للعمل في منزل فخم بالقرب من واشنطون دى سى

## محاولة هروب
في أبريل 15، 1848, كانت السفينة «اللؤلؤة» مرساة في مرفا واشنطون، والاختان أدمونسون وأربعة من أخوتهم منضمين لمجموعة من العبيد يقدر عددهم ب سبعة وسبعين عبدا في محاولة للوصول للسفينة والهروب إلى الحرية في الولايات الشمالية الحرة. كان من المفترض أن ترحل السفينة من نهر البوتوماك من خليج تشيسابيك إلى تشيسابيك وقناة ديلوار. وقتها ايمليى كانت في الثالثة عشر من عمرها ومارى ما بين الخامسة عشرة والسادسة عشرة.
اللؤلؤة', وعليها كل العبيد الهاربون مختبئون بين الصناديق، شقت طريقها في البوتوماك. قبطان أحد السفن البخارية العابرة قدم تقريرا حول سفينة مشبوهة حال وصوله إلى واشنطون، وبدأت السلطات بمطاردة الؤلؤة بطول النهر واحتجزتها حال رسوها بخليج بحرى انتظارا لانتهاء عاصفة.
انتظر حشد من الناس اللؤلؤة حينما كان يتم جرها إلى واشتنطون. وتم التحفظ على قائداها البيض في مكان آمن باعتبارهم تجار رقيق بعد أن هاجمهم بعض الناس. والرقيق الهاربون سجنوا في السجن المحلى. فيما بعد عرف أن شخصا ما من الحشد سأل الفتاتان عما إذا كانتا تشعران بالعار لما قامتا به، ردت اميلى بفخر أنه ستفعل الشئ عينه مرة أخرى. مرت ثلاثة أيام من الثورة والاضطرابات بعدها وصل تجار رقيق آخرون لشراء العبيد الهاربين من المالكين الغاضبين والمستائين.

## نيو أورليانز
بالرغم من جهود باول ادمونسون اليائسة لتأخير بيع أولاده حتى يتمكن من جمع المال الازم لشراء حريتهم، قام الشريكان في تجارة الرق بروين وهيل من الإسكندرية بفرجيينا بشراء ستة من أقارب ادمونسون. في ظل ظروف غير آدمية تم نقل الأقارب إلى لويزيانا على متن قارب. كانت نيوأورليانز كانت مشهورة وقتها كسوق لبيع العبيد والفتيات البارعات ك عبيد للجنس.
هاميلتون ادمونسون، الأكبر بين الأقارب، كان يحيا كرجل حر لفترة طويلة، ويعمل كصانع براميل. بمساعدة التبرعات من كاهن ميثودى وقام بتنظيم جمع التبرعات أبوهم، هاميلتون رتب لشراء أخاه صأمويل ادمونسون عن طريق تاجر قطن انجليزى ثرى حيث عمل لديه كرئيس للخدم.
الأبناء الآخرون اجبروا على البقاء لأيام داخل سقيفة مفتوحة بمواجهة الشارع بانتظار الشراة. عوملت الاختان بفظاظة بالغة وتعرضتا لتعليقات فاحشة. قبل أن تنجح العائلة بانقاذ بقية اعضائها، ضربت الحمى الصفراء نيوأورليانزو قام تجار الرقيق بنقل الاختين إلى الإسكندرية في محاولة لإنقاذ استثماراتهم.
افرايم ادمونسون وجون ادمونسون، أخان آخران كانوا على متن اللؤلؤة، ظلوا في نيو أورليانز حيث عمل هاميلتون من اجل إطلاقهم ونجح في ذلك.

## هنرى وارد بيتشر
في الأسكندرية، امضت الأختان أيامهم في غسيل الملابس، وكى الملابس والحياكة وبالليل يتم حبسهم. بول ادمونسون استمر في حملته لتحرير مارى واميلى في حين كان تجار العبيد بريون وهيل يطلبون 2,250 دولار مقابل حريتهم.
بخطابات من المناصرين من منطقة واشنطون، قابل بول ادمونسون هنرى وارد بيتشر، واعظ بروتستانتى شاب كان قد وصل لتوه إلى بروكلين. أعضاء كنيسة بيتشر ساهموا بالنفقات اللازمة لشراء حرية الاختين ادمونسون. بصحبة ويليام شابل، أحد المسئولين عن محاولة الهروب على اللؤلؤة، ذهب بيتشر إلى واشنطون لترتيب عملية الشراء.
تم عتق مارى واميلى ادمونسون من الرق في نوفمبر 4، 1848. احتفلت العائلة بالمناسبة في منزل آخر للاختان في واشنطون. كنيسة بيتشر استمرت في المساهمة بالنقود لتعليم الاختين في المدرسة. التحقتا ب الكلية المركزية لنيويورك، مؤسسة مختلطة العرق في كورتلاند, نيويورك، وعملتا كعاملتى نظافة للمساهمة في النفقات.
أثناء الدراسة، سافرت الأختان في ولاية نيويورك للمشاركة في مهرجانات الجرى المناهضة ضد الرق. قصة استرقاقهم، محاولة هروبهم ومعاناتهم تم ترديدها بكثرة وقام ابن بيتشر وكاتب سيرته بتسجيل أن «هذه الحالة في هذا الوقت جذبت اهتمام واسع.»
اشتركت الاختان أيضا في مزادات ساخرة للرقيق صممها بيتشر لجذب انتباه الناس لقضية مناهضة العنصرية. في وصف دور المراة التي لعبته الاختان ادمونسون في هذه التمثيليات المسرحية السياسية ذات الطابع الجماهيرى، أكد أحد العلماء في جامعة ميرلاند أن:
عرض بيتشر كان أنجح مزاداته بتوظيفه ل إمراة هجينة الأصل جذابة أو طفلة (كالاختان ادمونسون، أو الطفلة الجميلة، بينكى، والتي طبقا لبيتشر، «ليس بوسع أحد تمييزها من طفل أبيض»), جاعلا اختياره لطاقم التمثيل كاحتجاج سياسى محسوب لجذب اهتمام الجمهور. وبعرضه أجساد النساء على خشبة المسرح، حث بيتشر جمهوره على تخيل المصير المنتظر لهذه النساء اليافعات، أو كما قال هو التسليع التجارى، في مزادات بيع الفتيات البارعات في نيوأورليانز.اختياره لطاقم الممثلين كان سينجح فقط مع هذه النساء فاتحى البشرة الجميلات.

## مؤتمر قانون العبودية

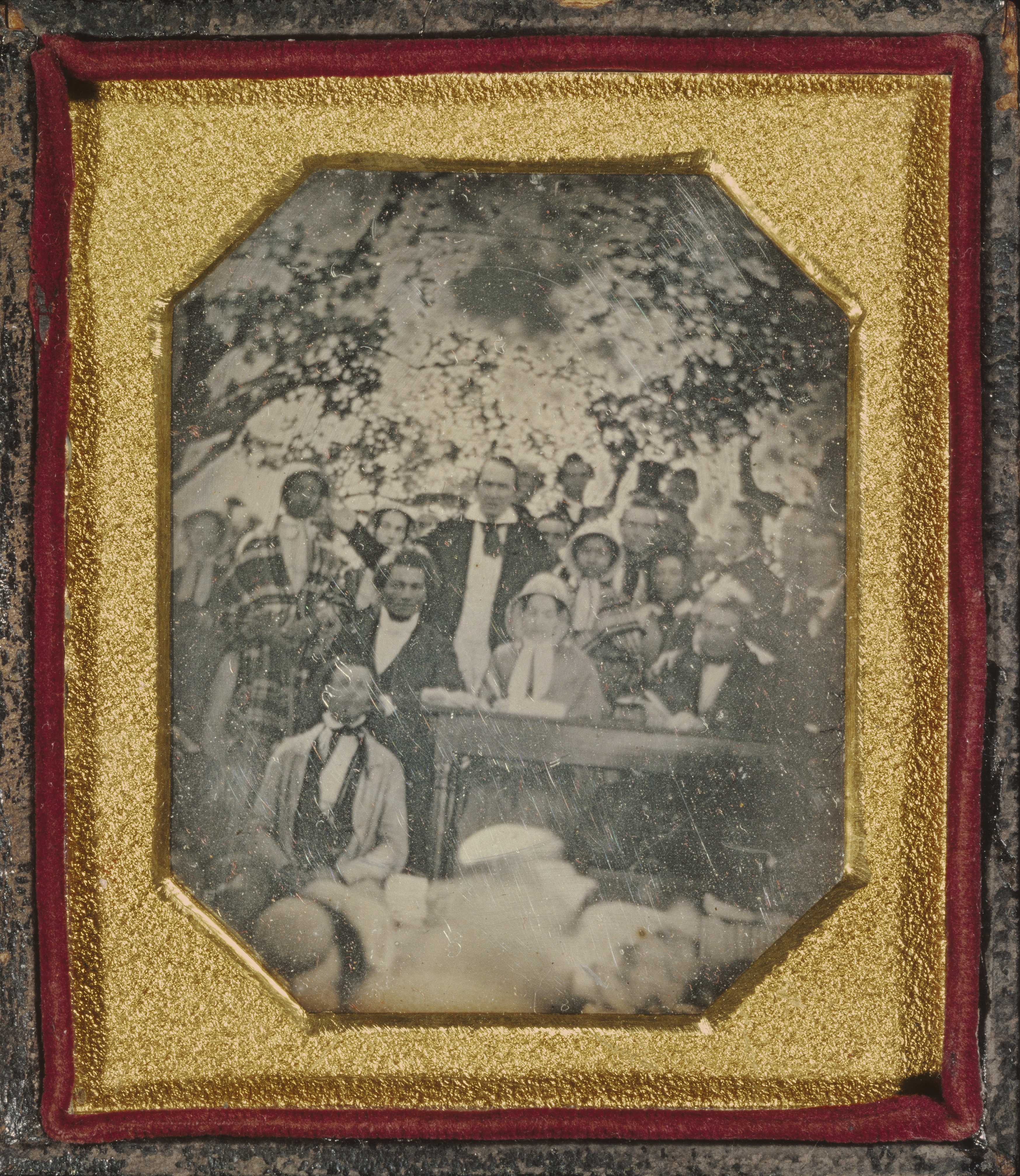
صورة داجورية أخذت أثناء مؤتمر قانون العبيد الهاربين عام 1850, كازانوفيا, نيويورك. الاختان ادمونسون واقفتان مرتديتان إغطية وشالات في الصف خلف المتحدثين الجالسين. فردريك دوجلاس جالسا، مع جيريت سميث واقفا خلفه ومع آبى كلى فوستر غالبا هو الجالس على يسار دوجلاس.

في صيف 1850, حضرتا الاختان ادمونسون مؤتمر قانون العبيد، وهو عبارة عن اجتماع لمناهذة الرق في كازانوفيا نظمه الناشط المحلى المناهض للعنصرية ثيودور دوايت ويلد وآخرون للتظاهر ضد بند العبيد الهاربون والمتوقع تمريره لاحقا في الكونغرس الأمريكي. تحت هذا البند، سيطبح لمالكي الرقيق الحق في القبض على الهاربين منهم في الشمال. قرر المؤتمر أن كل العبيد هم سجناء حرب وحذر الأمة من تمرد لامناص منه للعبيد حتى يتحرورا.
في المؤتمر، ظهرتا الاختان في صورة تاريخية أخذها أخو ثيودور دوايت ويلد، إزرا جرين ليف ويلد. يظهر أيضا في الصورة آبى كيلى فوستر والخطيب الأسطورى فردريك دوجلاس.
كما يرى في الصورة، تركيبة الاختان ادمونسون مقاربة لدوجلاس وأغمق بوضوح من فوستر. بينما هناك عبيد كثر «من الصعب ان تفرقهم من البيض», العرق المختلط للأختان ادمونسون ساعدهم في دورهم كوجهان معروفان للعامة من الرقيق الأمريكي.

## كلية اوبرلين
في 1853, التحقتا الاختان ادمونسون ب المدرسة الاعدادية للسيدات الناشئات في كلية اوبرلين في أوهايو بدعم من بتشر وأخته، هارييت بتشر ستو، مؤلف كوخ العم توم. ستة أشهر بعد وصولهم إلى اوبرلين، توفيت مارى ادمونسون ب السل.
نفس العام، أدرج ستو جزء من قصة الاختان ادمونسون مع قصص حقيقة أخرى حول العبودية في لكتابه مدخل ل كوخ العوم توم.

## مدارس عادية للفتيات الملونات
عادت اميلى في سن الثامنة عشر إلى واشنطن مع والدها، حيث التحقت ب مدرسة عادية للفتيات الملونات، بالقرب من ما يعرف حاليا ب ميدان دبونت وتقوم المدرسة بتدريب النساء الأمريكيات الأفريقيات ليصبحوا معلمات. للحماية، انتقلت عائلة ادمونسون لكوخ أرضى في الأثناء كانت اميلى ومرتيلا ماينر، صاحبة المدرسة، يتدربان على إطلاق النار.

## حياتهم فيما بعد
عام 1860 تزوجت اميلى ادمونسون من لاركين جونسون. عادوا إلى ساندى سبرنج, ميرلاند وعاشوا هناك اثنى عشر عاما قبل أن ينتقلوا إلى أناكوستيا. وهنناك قاموا بشراء قطعة أرض وأصبحوا من الأعضاء المؤسسين ل مجتمع هيلسدال. على الأقل ولد أحد اطفالهم في مقاطعة مونتجمرى، ميرلاند.
حافظت اميلى ادمونسون على علاقتها مع زميل من سكان اناكوستيا فردريك دوجلاس، وأكملا العمل سويا في حركة مناهظة الاستعباد. حتى بعد المصادقة على التعديل رقم 13 في الدستور الأمريكي، وبقيا سويا حتى ان أحفاد اميلى لاحظو أنهم كانو ك «أخ واخت.» توفيت اميلى امونسون بمنزلها في سبتمبر 15، 1895.